# تغير المناخ في ليبيا
التغيّر المناخي في ليبيا له تأثيرات عميقة، إذ تُعد البلاد من أكثر الدول عرضة لتبعاته ومن أقلها استعدادًا للتكيف معه. تقع ليبيا على الساحل الجنوبي للبحر الأبيض المتوسط في شمال إفريقيا، تشهد معدلات ارتفاع في درجات الحرارة تتجاوز المتوسط العالمي. فقد ارتفعت درجات الحرارة فيها بالفعل بما يزيد على 1.1 درجة مئوية، ومن المتوقع أن تصل إلى نحو 4 درجات مئوية بحلول نهاية هذا القرن.
لقد كان لتغيّر المناخ آثار ملحوظة على البيئة الطبيعية والمجتمع على حد سواء. وتشهد ليبيا بالفعل بعضًا من هذه التأثيرات، مثل التصحّر وارتفاع منسوب سطح البحر والفيضانات والأنماط المناخية غير المنتظمة، ومن المتوقع أن تزداد حدّتها مستقبلًا. وتشكل هذه الظواهر تهديدات كبيرة لأمن ليبيا الغذائي والمائي، فضلاً عن التنمية الاقتصادية واستدامتها.
وقّعت ليبيا اتفاقية الأمم المتحدة الإطارية بشأن التغير المناخي في عام 2016، وصادقت على اتفاق باريس للمناخ في عام 2021. ومع ذلك، حتى عام 2024، لم تقدم ليبيا مساهماتها المحددة وطنيًا، ولم تحقق تقدمًا يُذكر في تطوير خطط التكيف.

## انبعاثات الغازات الدفيئة
في عام 2023، انبعثت من ليبيا حوالي 23.77 مليون طن من الغازات الدفيئة، أي ما يعادل نحو 0.17% من إجمالي الانبعاثات العالمية. ومع ذلك، احتلت ليبيا المرتبة الحادية والعشرين عالميًا من حيث أعلى انبعاثات للفرد، والأولى في إفريقيا، حيث بلغ معدل الانبعاثات للفرد أكثر من 13 طنًا للفرد الواحد.
وبحلول عام 2021، كانت ليبيا الأعلى انبعاثًا للفرد في إفريقيا بمعدل سنوي يُقدّر بـ 8.5 طن من ثاني أكسيد الكربون للفرد. وعلى الصعيد العالمي، تمثل ليبيا نسبة أقل بكثير من انبعاثات الكربون. ففي عام 2022، انبعثت من ليبيا 44.682 مليون طن من ثاني أكسيد الكربون، هو ما يعادل 0.1% من الانبعاثات العالمية لهذا الغاز. أما بالنسبة للميثان، فتُعتبر ليبيا من بين الدول الأعلى تلوثًا عالميًا، وذلك وفقًا لنسبة حرق الغاز المصاحب للإنتاج النفطي.
ويُعد حرق الوقود الأحفوري، وخصوصًا النفط، المصدر الأكبر لهذه الانبعاثات في ليبيا. وتأتي قطاعات الكهرباء والنقل في مقدمة القطاعات الاقتصادية التي تُنتج أكبر كميات من الغازات الدفيئة في البلاد. وفي عام 2021، كانت ليبيا سابع أكبر منتج للنفط الخام بين دول منظمة الدول المصدرة للنفط. بالإضافة إلى ذلك، تمتلك ليبيا 3% من احتياطيات النفط العالمية و39% من احتياطيات النفط في إفريقيا. ويعتمد اقتصاد ليبيا بشكل كبير على إنتاج النفط، وهو نشاط ينتج عنه انبعاثات غازات دفيئة بشكل رئيسي.

## التأثيرات على البيئة الطبيعية
التغيرات في درجات الحرارة والطقس

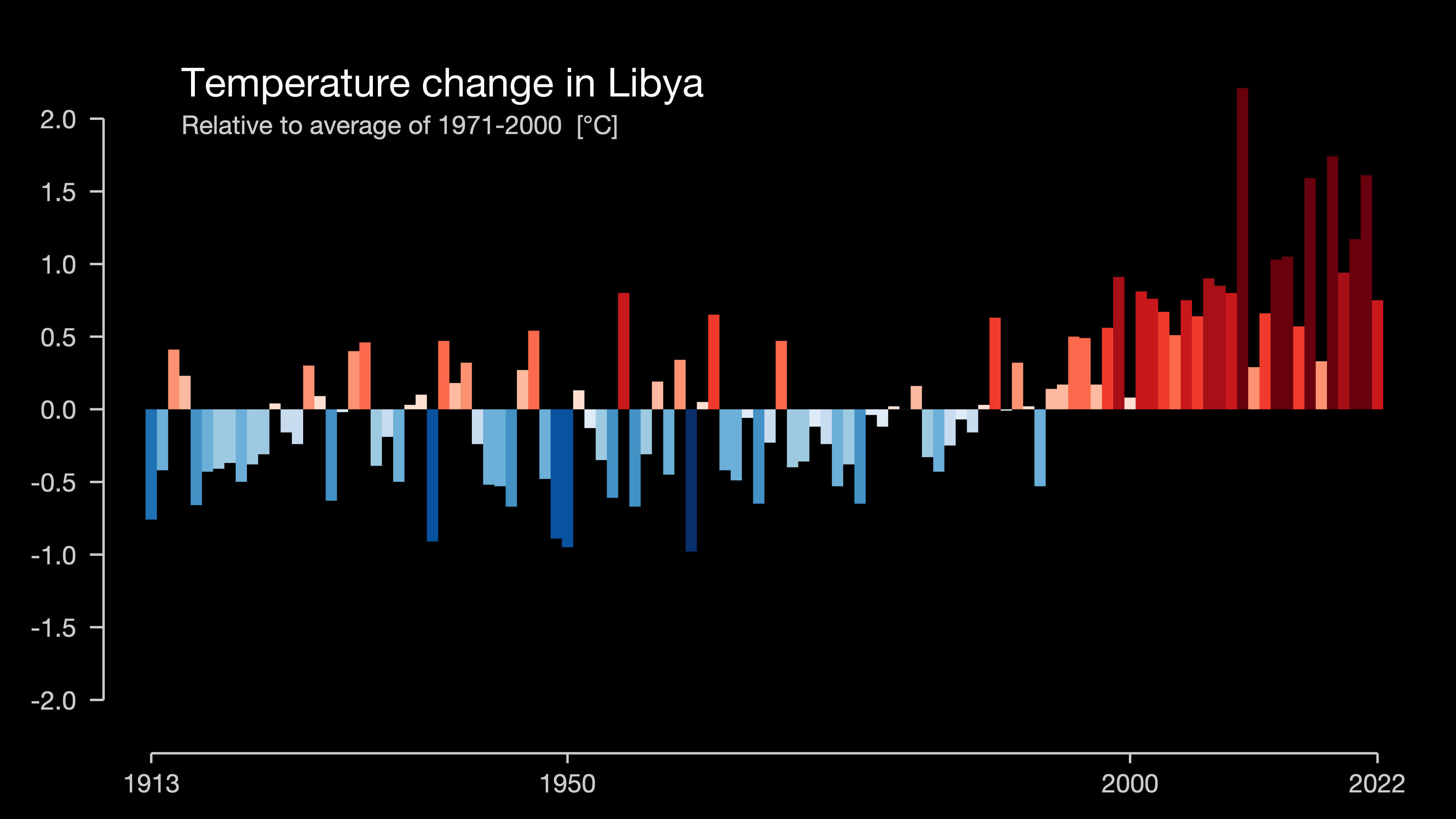
التغير في درجات الحرارة في ليبيا، كل شريط يمثل متوسط درجة الحرارة خلال كل عام

الارتفاع في درجات الحرارة الإقليمية، بالتزامن مع عوامل بشرية أخرى مثل التوسع الحضري والهجرة واستغلال الموارد الطبيعية، يقلل من توفر الأراضي الصالحة للزراعة ويسهم في زيادة غير متناسبة في الأنظمة البيئية الصحراوية مقارنةً بأنواع أخرى من الغطاء النباتي والأنظمة البيئية. كانت الأراضي الصالحة للزراعة نادرة بالفعل، وبلغت ذروتها في عام 1996 حين شكلت حوالي 1.2% فقط من مساحة البلاد. ومنذ ذلك الحين، انخفضت إلى نحو 1% من إجمالي المساحة.
الموارد المائية

مخطط النهر الصناعي العظيم

تعاني ليبيا من ندرة مائية شديدة وضعف في الأمن المائي، ويرجع ذلك بشكل كبير إلى افتقارها للأنهار وغيرها من مصادر المياه العذبة. على الصعيد العالمي، تحتل ليبيا المرتبة السادسة بين الدول التي تواجه ضغوطًا مائية عالية. تتلقى ليبيا ما يقارب 56 ملم من هطول الأمطار السنوي المتوسط على المدى الطويل، مما يجعلها تعتمد كليًا على المياه الجوفية غير المتجددة وتحلية المياه. في الواقع، يُستمد نحو 60% من مياه الشرب في البلاد من خزانات جوفية أحفورية غير متجددة عبر شبكة تابعة لمشروع النهر الصناعي العظيم، الذي يُعتبر أكبر مشروع ري تحت أرضي في العالم. يعتمد المشروع على استغلال هذه الخزانات الجوفية التي لا يمكن تجديدها عبر هطول الأمطار، مما يجعل استدامته طويلة الأمد كمصدر للمياه غير مضمونة نتيجة تناقص المخزون المتوفر.
تتميز ليبيا بمعدل مرتفع لاستهلاك المياه، خاصة في القطاع الزراعي، حيث يحتل استهلاكها للمياه الزراعية المرتبة الرابعة بين دول منطقة الشرق الأوسط وشمال إفريقيا. يستحوذ القطاع الزراعي على 83.1% من إجمالي موارد المياه العذبة، ويرجع ذلك بشكل كبير إلى استخدام المياه في تربية الماشية والري. إلى جانب محدودية توفر المياه وتكرار الجفاف في ليبيا، تشكل هذه العوامل تحديات كبيرة تجعل ندرة المياه قضية مستمرة ومهمة في البلاد.